# 喬丹·湯普森
喬丹·湯普森（Jordan Thompson，1994年4月20日—），出生于悉尼，是一位澳洲職業網球運動員。他曾参加2016年夏季奥林匹克运动会，结果在单打第一轮被英国选手凱爾·埃德蒙淘汰。

## 外部連結
- 喬丹·湯普森（英文/西班牙文）的官方資料
- 喬丹·湯普森的官方资料
- 喬丹·湯普森的官方資料（英文）